# Rogéria Gomes
Rogéria Gomes, född 1962 i Rio de Janeiro, är en brasiliansk radio- och teaterproducent. Hon är kulturjournalist och arbetar både för radio och i tidningar och tidskrifter. 2011 uppmärksammades hon för As grandes damas, en bok om brasilianska teaterhistoria.

## Biografi

### Journalist och producent
Gomes arbetar i första hand som producent och programledare i radio. Hon är ansvarig för veckoprogrammet Teatro em cena ('Teater på scenen') på radiokanalen Roquette-Pinto. På TV-kanalen TV ALERJ arbetar hon med diverse olika kulturprogram, och 2007–11 producerade hon veckoprogrammet Perfil.
Rogéria Gomes har sedan cirka 1990 arbetat som kulturjournalist. Hon skriver bland annat om teater i tidningar som Tribuna da Imprensa, Revista Manchete, Contigo och Amiga. Och hon förekommer ofta som artikelskribent i universitetstidskrifter, exempelvis i Revista Nacional.

### As grandes damas
Rogéria Gomes skrev 2011 den uppmärksammade boken As grandes damas: e um perfil do teatro brasileiro ('De stora damerna: och en översikt över den brasilianska teatern'), om den brasilianska teaterns historia. Boken berättar historien om brasiliansk teater genom nio välkända kvinnor från den brasilianska scenkonsten:
- Bibi Ferreira
- Eva Todor
- Eva Wilma
- Beatriz Lyra
- Norma Blum
- Laura Cardoso
- Ruth de Souza
- Nicette Bruno
- Beatriz Segall

### Övrig verksamhet
Rogéria Gomes verkar som föreläsare om och på konferenser omkring brasiliansk teaterhistoria. På Teatro Vivo para Todos leder hon projektet Conversa com autor, tillsammans med studenter, forskare och lärare. Hon har också lett kurser i social kommunikation på Universo och flera andra brasilianska universitet.
2014 mottog Gomes "Prêmio Carlos Drummond de Andrade" i kategorin litterärt skrivande.

## Källhänvisningar
1. ↑  "Gomes, Rogéria, 1962-". id.loc.gov. Läst 3 juli 2015. (engelska)
2. 1 2 3 4  "Rogéria Gomes". Arkiverad 12 juli 2015 hämtat från the Wayback Machine. Bokmassan.se. Läst 7 oktober 2014. (engelska)
3. ↑  AE (2011-05-30): "Livro destaca trajetória de nove veteranas do teatro." Estadao.com.br. Läst 7 oktober 2014. (portugisiska)
4. ↑  Rissato, Marcelo (2012-12-05): "Melão entrevista Rogéria Gomes: uma dama a serviço de grandes damas." Eu prefiro Melão. Läst 7 oktober 2014. (portugisiska)
5. ↑  "Palestra e conversa com autor – Rogéria Gomes". Arkiverad 12 oktober 2014 hämtat från the Wayback Machine. Sescrio.org.br. Läst 7 oktober 2014. (portugisiska)